# TGV Sud-Est
Az SNCF TGV Sud-Est szerelvények voltak az első TGV-k, amelyek az 1978 és 1988 között épült új nagysebességű pályán közlekedtek Párizs és Lyon között. Az Alstom cég gyártotta a szerelvényeket 1978 és 1985 között. A jármű egy félállandóan összekapcsolt villamos motorvonat.

## Története
A TGV Sud-Est flottát 1978 és 1988 között építették és 1981-ben indult az első TGV szolgáltatás Párizs és Lyon között. Összesen 107 szerelvény készült, melyekből kilenc 3 áramnemű (25 kV 50 Hz AC – Francia TGV vonalak, 1500 V DC – francia egyéb vonalak, 15 kV 16,7 Hz AC – Svájc), a többi kétáramnemű (25 kV 50 Hz AC, 1500 V DC). Továbbá volt hét kétáramnemű szerelvény – TGV La Poste – ülések nélkül, amelyek postát szállítottak a La Poste-nak Párizs és Lyon között. Ezek a szerelvények sárga színűek voltak.
Mindegyik szerelvény két motorkocsiból és nyolc kocsiból állt (345 férőhellyel), beleértve a motorkocsik melletti kocsikat, melyekben további egy-egy motoros forgóváz volt. A szerelvények 200 m hosszúak és 2,904 m szélesek voltak. Tömegük 385 tonna volt, teljesítményük 25 kV alatt 6450 kW (8650 lóerő).
A vonatok átadásakor jellegzetes narancssárga, szürke és fehér színű festést viseltek. Az utolsó ilyen festést viselő szerelvényt 2001-ben festették át a TGV Atlantique szerelvényekhez hasonló ezüstszínűre. 2012-től a vonatokat az SNCF Carmillon új festésére festették át. A TGV Sud-Est szerelvényeket optikailag a kevésbé áramvonalas motorkocsik, valamint a bisztrókocsi ajtajának eltérő elhelyezése különbözteti meg az Atlantique és a TGV Réseau szerelvényektől.
Eredetileg a szerelvényeket 270 km/h sebességre építették, de a legtöbbet 300 km/h sebességre fejlesztették az LGV Méditerranée megnyitására való felkészülés során. Az a néhány szerelvény, amelynek maximális sebessége még mindig 270 km/h, olyan útvonalakon közlekedik, amelyek viszonylag rövid távolságot tettek meg a lignes à grande vitesse-n, mint például a Dijonon keresztül Svájcba vezető útvonalak. Az SNCF nem tartotta pénzügyileg kifizetődőnek a sebességük növelését a menetidő csekély mértékű csökkentéséért cserébe.
Eredetileg kilenc garnitúrát szállítottak le csak első osztállyal. A 88-as szerelvényt a szinkron vontatómotorok tesztvonataként használták, majd később háromfeszültségű szerelvénnyé építették át, és a 118-as számot kapta. A 114-es szerelvényt 1993-ban eladták az SBB-CFF-FFS-nek, egy második szerelvényt pedig 2005-ben. 1995-ben a 38-as pályaszámú szerelvényt, az első osztályú szerelvények egyikét a meglévő 5 félszerelvény mellett további postai szerelvénnyé alakították át.
2012 márciusában egy bérelt, a 951-es számú postaszerelvényt vittek Londonba, hogy az Euro Carex projektet reklámozzák.
2013 februárjában a Svájcba irányuló járatokra tervezett TGV Lyria szerelvényeket (110-118) kivonták a forgalomból. Ezeket a TGV POS szerelvények váltották fel.
2019 decemberében az összes TGV Sud-Est szerelvényt kivonták a forgalomból. 2020 elején búcsújáratot indítottak az első sorozatgyártású TGV-szerelvénnyel. Ezt a vonatot mind a három színre átfestették, amelyet a szolgálati ideje alatt használt.

## Technikai jellemzők
Mindegyik motorvonat két vonófejből és nyolc betétkocsiból (kapacitás 345 ülés) állt. A szomszédos betétkocsik közös forgóvázon nyugszanak, kivéve a hajtófej utáni kocsikat. Maximális teljesítménye 6 540 kW.
A TGV Sud-Est szerelvények korábban narancssárgák voltak, de később ezüst-kék színűek lettek, akárcsak a TGV Atlantique szerelvények. A legutolsó festési változatuk a fekete-fehér ún. Carmillon volt.
Eredetileg a szerelvényeket 270 km/h sebességre tervezték, de az LGV Méditerranée megnyitásánál 300 km/h-ra építették át, amikor a járműveket felújították. Néhány szerelvényt azonban nem építettek át, mert olyan útvonalon közlekednek, ahol nincs szükség nagyobb sebességre, mert csak csekély időnyereség érhető el.

## Érdekességek
- Egy TGV Sud-Est döntötte meg a francia vasút addigi rekordját 1981 februárjában elért 380,4 km/h-s sebességgel;
- A motorvonat szerepel a Transport Tycoon Deluxe nevű játékprogramban is, mint T.I.M..[6]

## Galéria
A szerelvények az évek alatt több különböző festési sémát is viseltek magukon. Ezek az alábbiak:

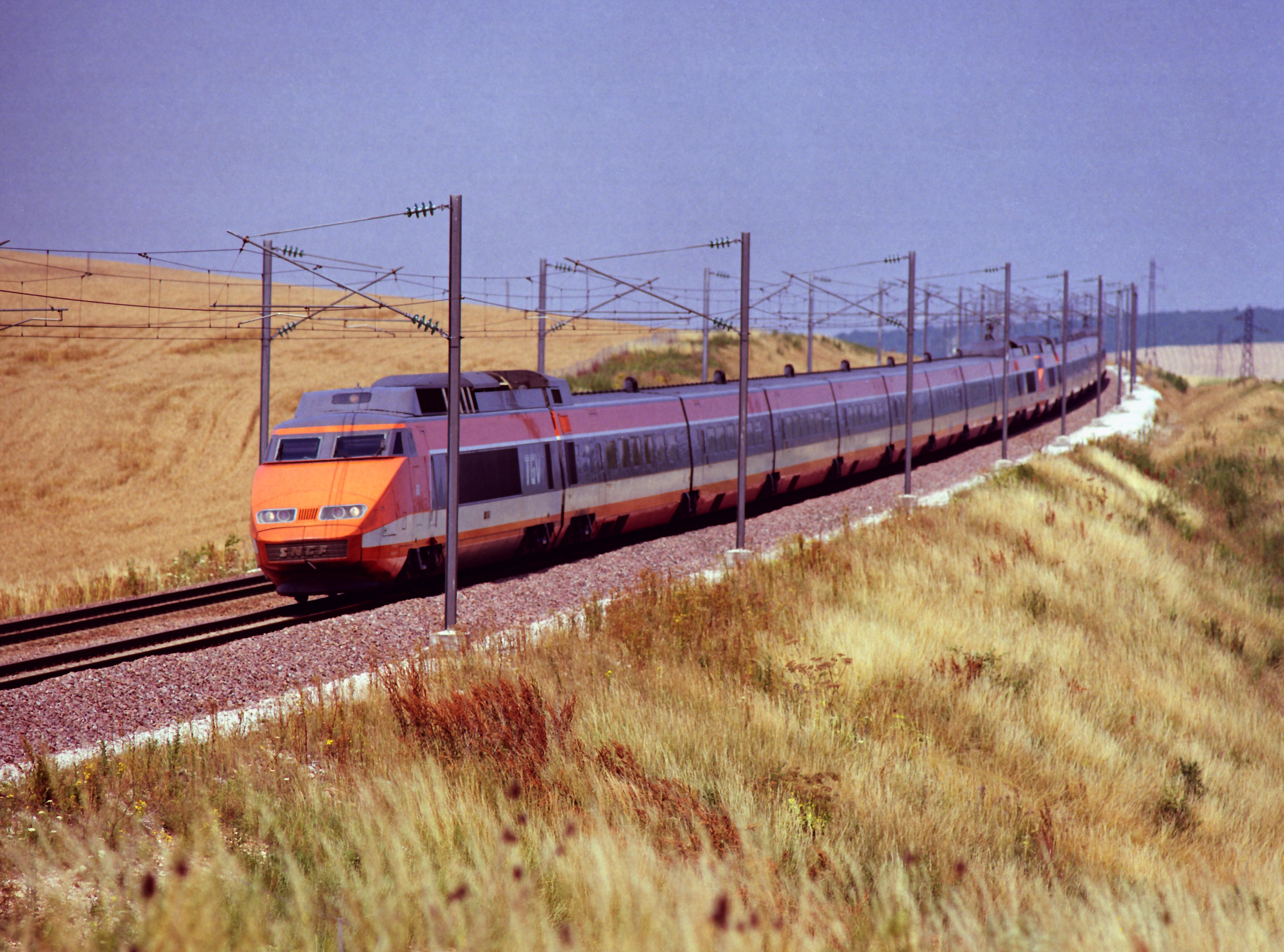
Az eredeti narancs színben
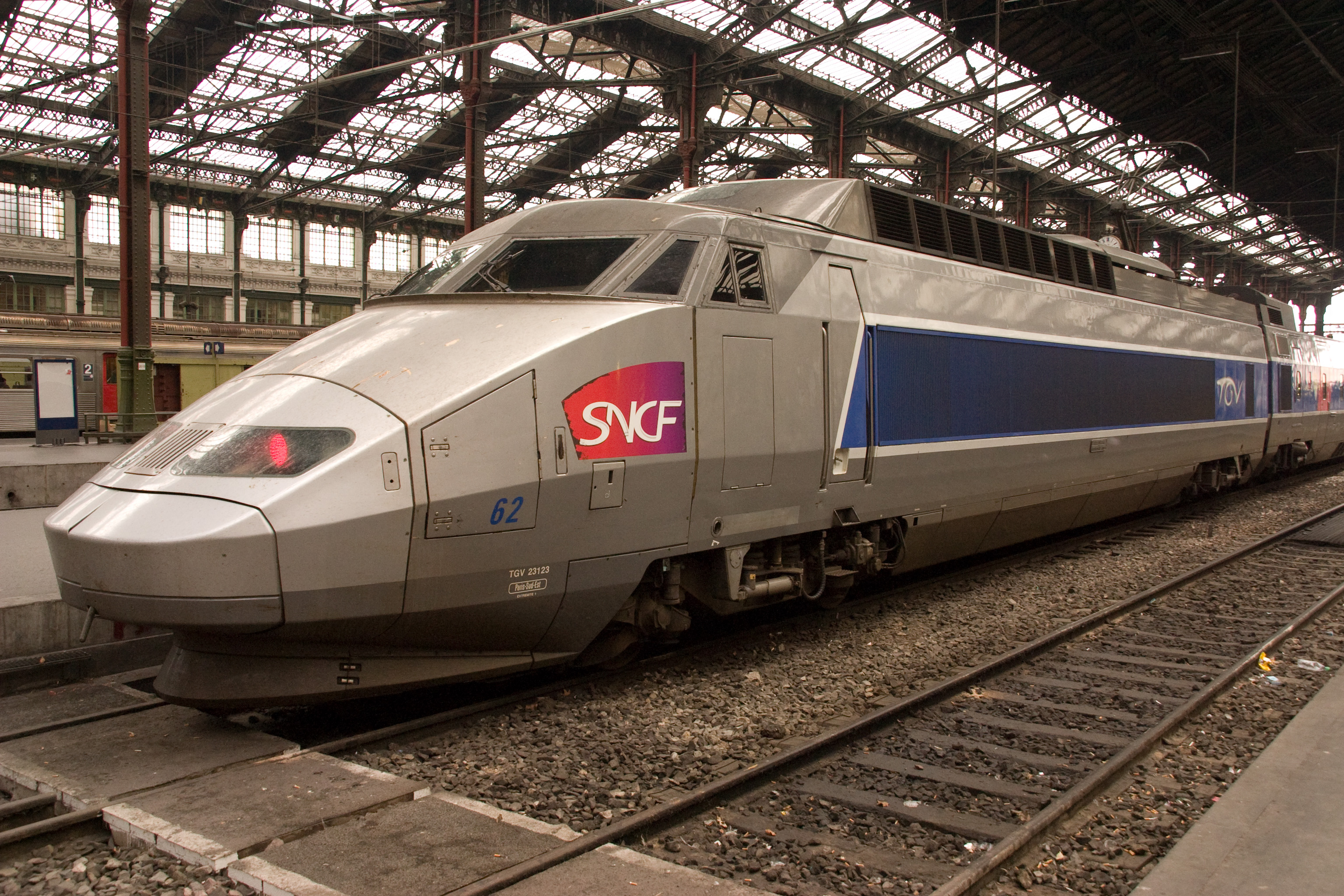
Ezüst színben, második festési változat
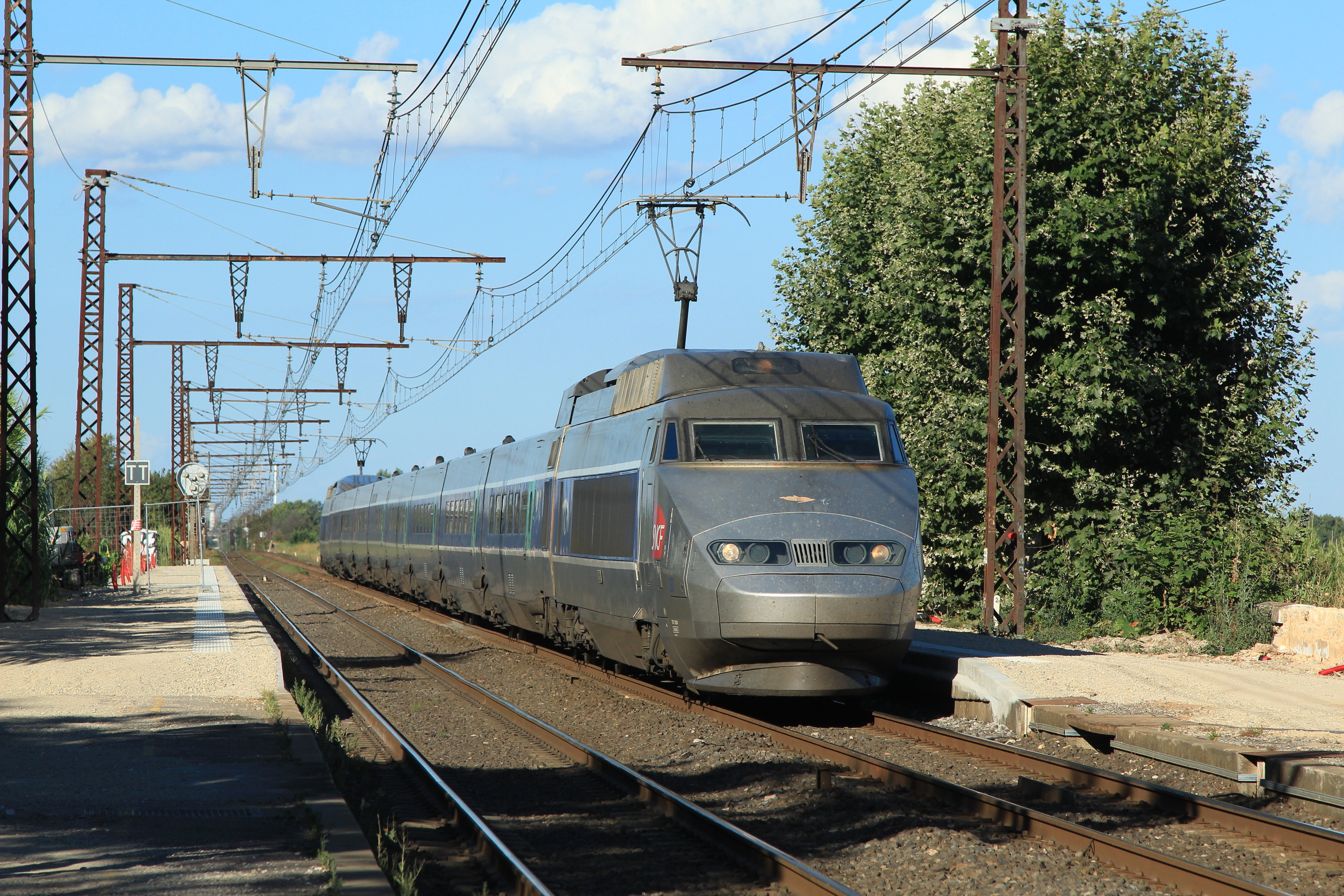
Ezüst színben
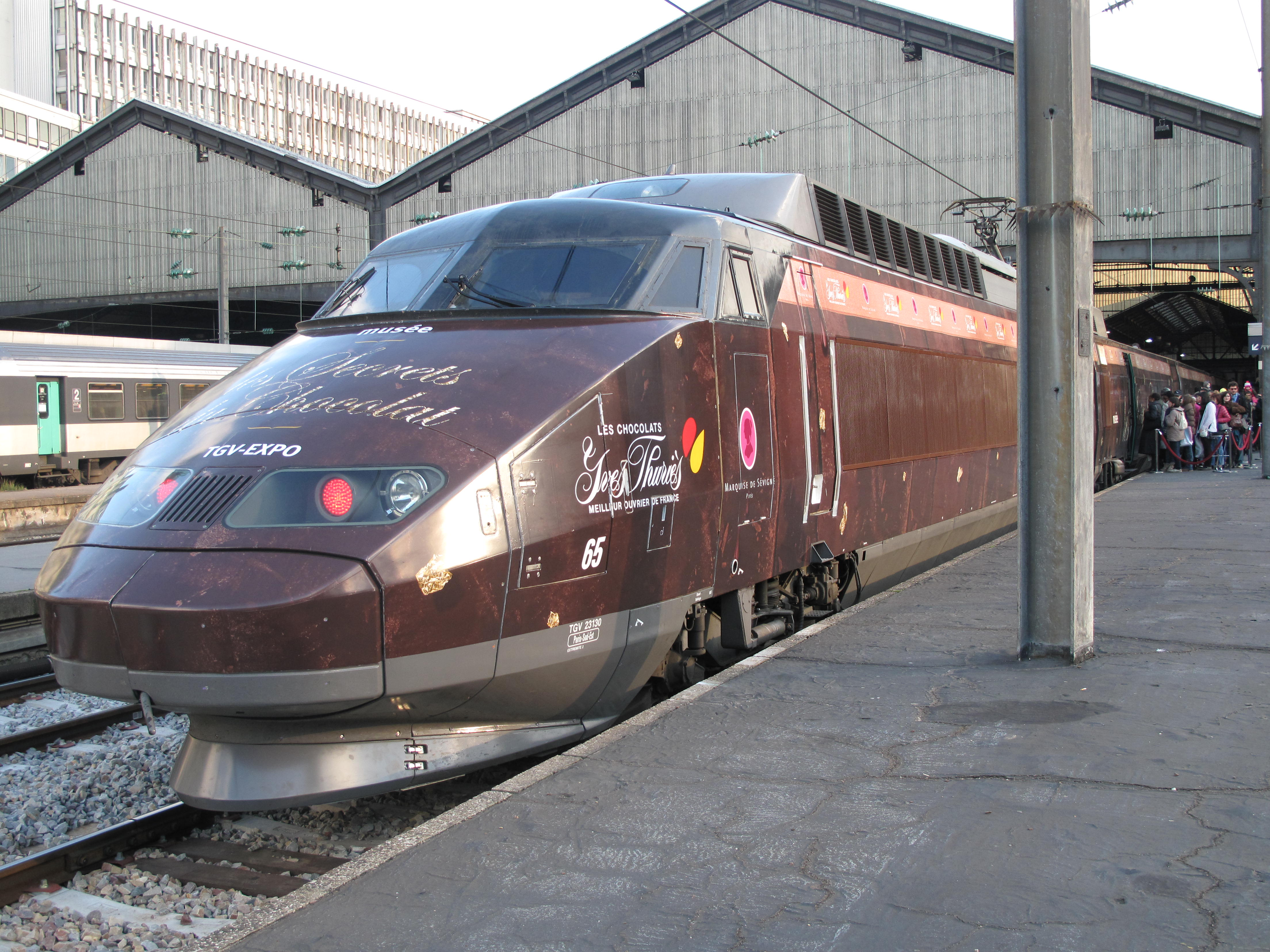
TGV Chocolat
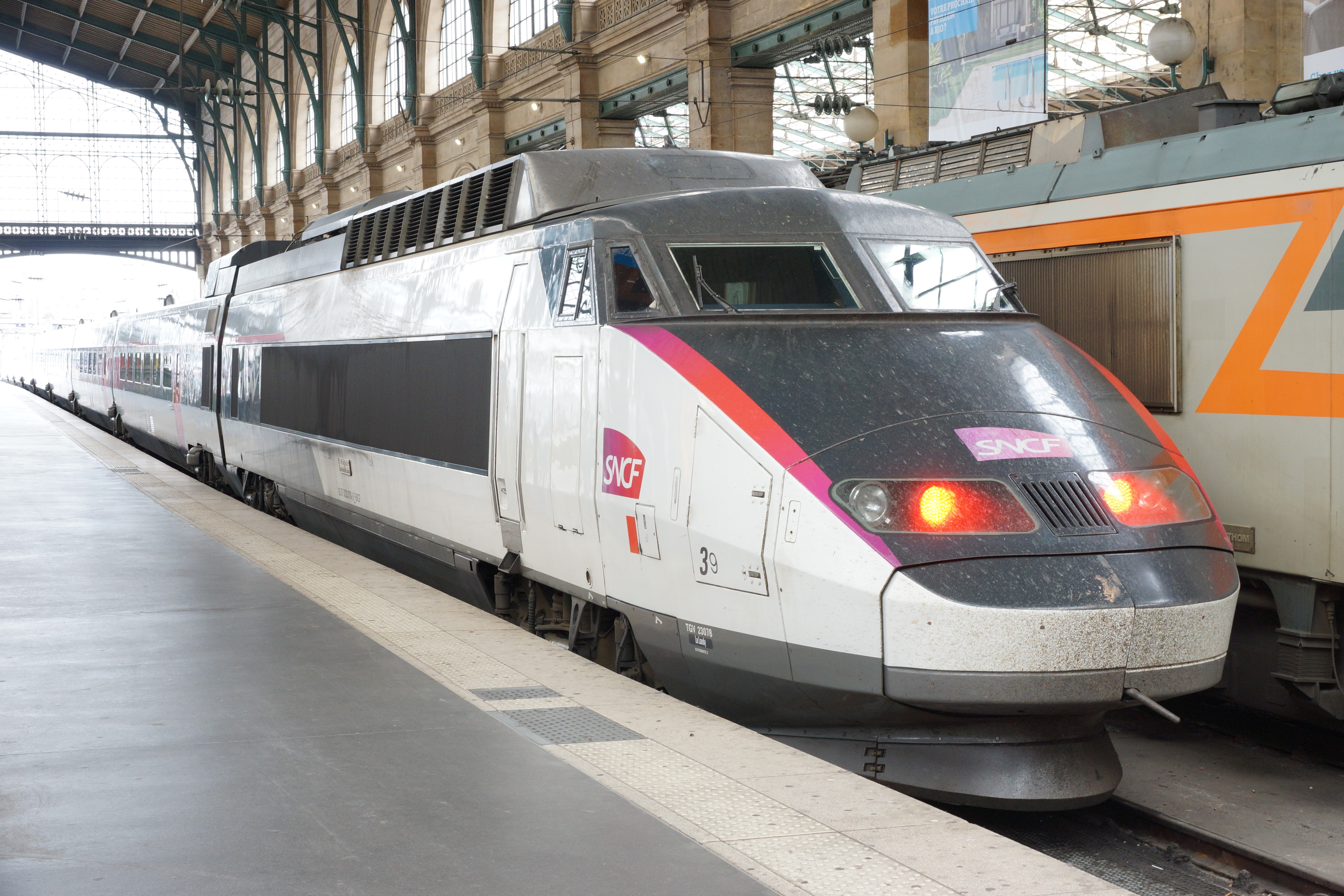
Fehér-lila színben, harmadik festési változat
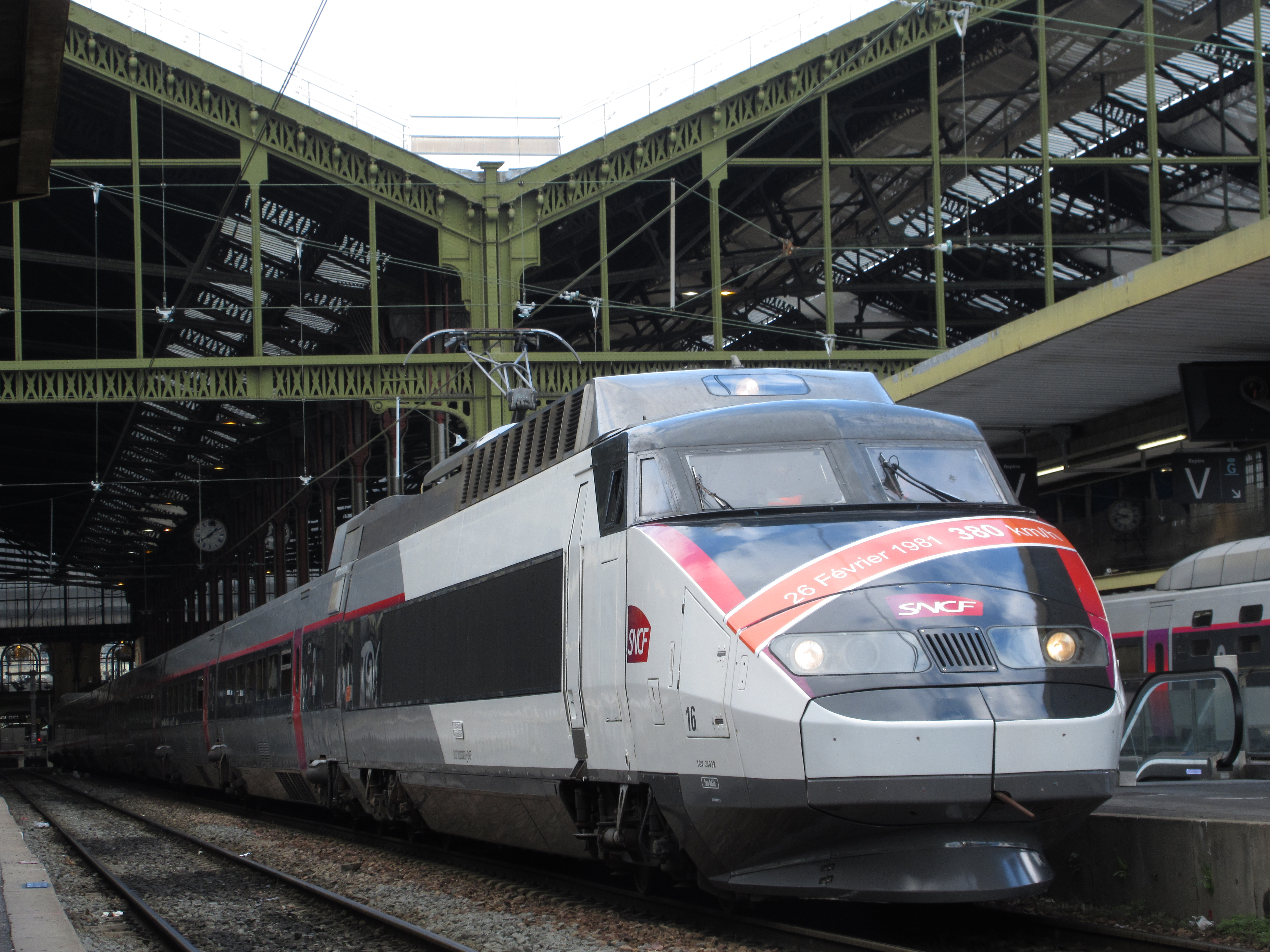
Fehér-lila színben